# Ponte Jorge Amado
A Ponte Jorge Amado é uma ponte estaiada localizada no município de Ilhéus, no estado brasileiro da Bahia. Faz parte da rodovia estadual BA-001, atravessando a baía do Pontal, fazendo a ligação do centro à zona sul da cidade.
Sua construção objetivou desafogar o trânsito na área central de Ilhéus, que durante anos sofreu com grandes congestionamentos nos horários de pico em função da existência de uma única ligação entre o centro e à zonal sul, através da Ponte Lomanto Junior. Além disso, visa também fomentar o turismo local. É a primeira ponte do tipo estaiada (suspensa por cabos) no estado.

## História
Em abril de 2013, ainda durante o governo de Jaques Wagner, a licitação para construção da ponte foi vencida pela empreiteira Constran/UTC. Orçada em 165 milhões de reais, incialmente previa-se o início das obras ainda no primeiro semestre de 2013 e a conclusão entre setembro e outubro de 2014. No entanto, o início das obras deu-se somente em 28 de março de 2014. Mais tarde, ainda em dezembro de 2014, as obras da ponte foram paralisadas em função do avanço da Operação Lava Jato, na qual apontou-se a participação da UTC no cartel de empreiteiras que realizavam contratos fraudulentos com a Petrobras.
Já em 2015, com o abandono das obras pela Constran/UTC, a princípio considerou-se transferir os trabalhos para a segunda colocada no certame de 2013, a Queiroz Galvão, também envolvida no esquema de corrupção da Petrobras. Porém, com sérias dificuldades financeiras pela ausência de crédito no mercado e com caixa debilitado, a Queiroz Galvão desistiu de assumir a construção da ponte.
Um novo processo licitatório foi realizado em janeiro de 2016, através do qual a OAS foi a vencedora. A conclusão da obra ocorreu somente em junho de 2020 e sua inauguração deu-se em 1 de julho, em um ato de entrega reduzido, em razão da pandemia de COVID-19, com a presença do governador Rui Costa e do prefeito Mário Alexandre.

## Características

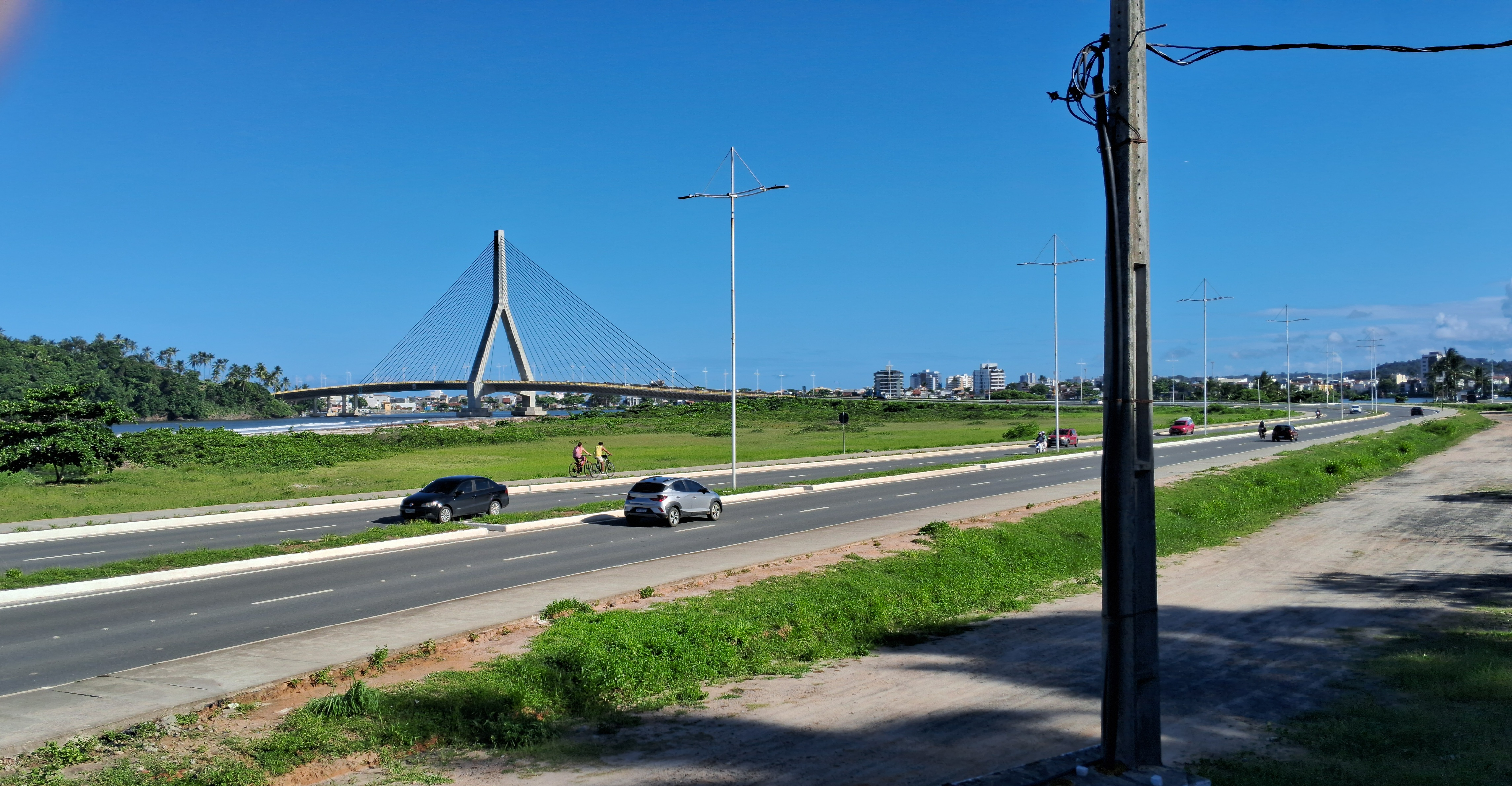
Ponte Jorge Amado ao fundo, em 2024

Possui comprimento total de 533 metros em estrutura mista, sendo 298 metros de trecho estaiado, com estrutura sustentada por cabos e os 235 metros restantes por concreto armado, largura de 25 metros com pistas duplas nos dois sentidos e conta com uma ciclovia e uma faixa exclusiva para pedestre. O conjunto da obra inclui 2,2 quilômetros de acesso viário. A construção ficou a cargo da OAS.